# Viviparus costae
Viviparus costae е вид охлюв от семейство Viviparidae. Видът не е застрашен от изчезване.

## Разпространение и местообитание
Разпространен е в Грузия, Русия (Краснодар) и Турция.
Обитава крайбрежията на сладководни басейни и реки.